# Декејтур (Алабама)
Декејтур (енгл. Decatur) град је у америчкој савезној држави Алабама. По попису становништва из 2010. у њему је живело 55.683 становника.

## Демографија
Према попису становништва из 2010. у граду је живело 55.683 становника, што је 1.754 (3,3%) становника више него 2000. године.
|                   | 2010.           | 2000.           |
| Укупно            | 55 683 (100,0%) | 53 929 (100,0%) |
| Белци             | 35 037 (62,92%) | 39 128 (72,55%) |
| Афроамериканци    | 12 067 (21,67%) | 10 548 (19,56%) |
| Хиспаноамериканци | 6 882 (12,36%)  | 3 040 (5,637%)  |
| Остали            | 1 198 (2,151%)  | 837 (1,552%)    |
| Азијати           | 499 (0,896%)    | 376 (0,697%)    |